# Parafia św. Barbary w Głownie
Parafia św. Barbary w Głownie – parafia rzymskokatolicka należąca do dekanatu Głowno diecezji łowickiej.
Erygowana 6 grudnia 1952 przez biskupa łódzkiego Michała Klepacza. Wcześniej była filią parafii w Dmosinie. Parafialny kościół św. Barbary został wybudowany w latach 1928–1936. W 2008 zostało wyremontowane wnętrze i elewacja świątyni.

## Zasięg parafii
Do parafii należą wierni mieszkający w Głownie (południowa część), Osinach i Piaskach Rudnickich.